# グアノシン
グアノシン（英語: guanosine、略号GまたはGuo）は、グアニンにリボース環がβ-N9-グリコシド結合で構成されたヌクレオシドである。
グアノシンはリン酸化されてGMP〈グアニル酸〉、cGMP〈環状グアノシン一リン酸〉、GDP〈グアノシン二リン酸〉そしてGTP〈グアノシン三リン酸〉
グアニンがデオキシリボース環に結合したものが、デオキシグアノシンと呼ばれる。